# 頻耶陀羅
頻耶陀羅，緬甸古勃固王國（1486年－1757年）的君主之一，也是該王國的最後一任君主，在位時間為1747年－1757年，統治區域約在下緬甸的今勃固地區。頻耶陀羅一上任就面對西方帝國主義勢力的威脅，1757年，在龐大壓力下，他終臣服於法國，讓勃固王國成為該國於緬甸殖民地的一部份。